# Шнабельвайд
Шнабельвайд (нім. Schnabelwaid) — громада в Німеччині, розташована в землі Баварія. Підпорядковується адміністративному округу Верхня Франконія. Входить до складу району Байройт. Складова частина об'єднання громад Кройсен.
Площа — 21,28 км2. Населення становить 959 ос. (станом на 31 грудня 2020).